# Maja Hirsch
Maja Hirsch (ur. 15 października 1977 w Warszawie) – polska aktorka filmowa, teatralna i telewizyjna.

## Życiorys
Jest córką Rosjanki i Polaka o niemieckich korzeniach. Jej rodzice poznali się w Niemieckiej Republice Demokratycznej, gdzie jej matka, Galina, była tłumaczką, a ojciec pracował jako dziennikarz. Maja Hirsch znaczną część dzieciństwa spędziła w Rosji, pod Moskwą. Ma brata, Dymitra.
Jest absolwentką Akademii Teatralnej w Warszawie (2000). Podczas studiów współpracowała ze Studiem Teatralnym Koło, występując w jego pierwszym przedstawieniu pt. Wynajmę pokój. Zagrała w przedstawieniach dyplomowych Akademii Teatralnej: Mewa i Dziady zbliżenia.
Od 2000 jest aktorką Teatru Dramatycznego w Warszawie, w którym zadebiutowała 24 lutego tytułową rolą w spektaklu Salome. W 2005 występowała w Teatrze Syrena.

## Życie prywatne
Ze związku z Jackiem Braciakiem ma córkę, Marię.

## Filmografia
| Rok                  | Tytuł                                             | Rola                                                                                     | Uwagi |
| -------------------- | ------------------------------------------------- | ---------------------------------------------------------------------------------------- | --- |
| 1999                 | O palec                                           |                                                                                          | etiuda szkolna |
| 2000                 | Dom                                               |                                                                                          | odc. 22 pt. Miłość to tylko obietnica |
| 2000                 | Lokatorzy                                         | pielęgniarka Kasia, dziewczyna Jacka                                                     | odc. 20 pt. Średnia krajowa |
| 2000                 | Zaduszki narodowe 2000. Sybir ostatnie pożegnanie | ona sama                                                                                 | film dokumentalny |
| 2001–2010            | M jak miłość                                      | Iza, przyjaciółka i współpracownica Małgorzaty                                           | odc. 29–33, 37–44, 46, 49–50, 54–56, 58–59, 61–62, 64, 66–67, 69–72, 128, 171, 190, 197, 202–203, 239–240, 329, 332–334, 337–338, 340–341, 344, 354–355, 357, 360, 362, 366, 369, 371–374, 379, 382, 384, 392, 395, 397, 413, 415–417, 420, 423, 427, 430, 444, 446, 455, 462, 464, 471, 473, 477, 496, 506, 511, 516, 519–522, 525, 528–529, 532, 537, 540, 553, 556–557, 561, 563, 580, 582, 586–587, 590, 596, 603, 608, 610, 614, 629, 633, 638, 640, 654, 656, 661, 666, 675, 691, 710, 713, 736, 756 |
| 2001                 | Beatryks Cenci                                    | Wiedźma                                                                                  | Teatr Telewizji |
| 2002                 | Kżyrzacy 2                                        | Jagienka                                                                                 | film nieukończony, ortografia tytułu filmu wymyślona przez jego autorów |
| 2003                 | Ciało                                             | siostra Morrison                                                                         | |
| 2003                 | Czarno to widzę                                   | Zofia                                                                                    | |
| 2003                 | Kasia i Tomek                                     | lesbijka Julka, koleżanka Kasi (głos)/Paulina, była dziewczyna Tomka/kobieta na Służewcu | odc. 2, 33, 132 |
| 2003                 | Miodowe lata                                      | negocjatorka                                                                             | odc. 130 pt. Supermarket |
| 2003                 | Spotkania                                         |                                                                                          | etiuda szkolna odc. 4 pt. Ciało |
| 2004                 | Bulionerzy                                        | policjantka                                                                              | odc. 16 pt. Dziecko sukcesu |
| 2005                 | Biuro kryminalne                                  | Krystyna Radecka                                                                         | odc. 11 |
| 2005                 | Zakręcone                                         | Adam                                                                                     | odc. 14 |
| 2006–2007            | Pogoda na piątek                                  | policjantka Ada Kaczmarzyk                                                               | |
| 2007                 | Prawo miasta                                      | Mutra                                                                                    | odc. 1–3, 6 |
| 2007                 | Świadek koronny                                   | Iza, członkini ochrony "Blachy"                                                          | |
| 2007                 | Stygmatyczka                                      | siostra Michalina                                                                        | Teatr Telewizji |
| 2008–2009, 2020–2021 | BrzydUla                                          | Paulina Febo                                                                             | |
| 2008                 | Speed Racer                                       | nauczycielka Speeda                                                                      | polski dubbing |
| 2010                 | Apetyt na życie                                   | Julia Mikas                                                                              | |
| 2010                 | Ojciec Mateusz                                    | prokurator Agata                                                                         | odc. 36 pt. Świadek |
| 2010                 | Bebok                                             |                                                                                          | etiuda szkolna |
| 2011                 | Jak się pozbyć cellulitu                          | Maja Minorska                                                                            | aktorka w filmie razem z Magdaleną Boczarską i Dominiką Kluźniak wykonała utwór pt. "Gdy jakiś facet" Nominacja – Złota Kaczka w kategorii Najlepsza aktorka |
| 2011                 | Ki                                                | Kaja                                                                                     | |
| 2011                 | Wiadomości z drugiej ręki                         | Magda Szwed                                                                              | |
| 2011                 | Wszyscy kochają Romana                            | psychoterapeutka Nina Serafin                                                            | odc. 4 pt. Przychodzi lekarz do baby |
| 2011                 | Dura Lex                                          | Tamara                                                                                   | |
| 2012                 | Na krawędzi                                       | Tamara Madejska                                                                          | |
| 2012                 | Prawo Agaty                                       | Justyna Nałęcz                                                                           | odc. 24 |
| 2014                 | Komisarz Alex                                     | Wanda Gandecka                                                                           | odc. 58 pt. Mordercza zabawka |
| 2014                 | Na krawędzi 2                                     | Tamara Madejska                                                                          | |
| 2015                 | Ojciec Mateusz                                    | nadkomisarz Bożena Dembińska, psycholog policyjny                                        | odc. 169 pt. Portret psychologiczny |
| 2016                 | Bodo                                              | Barbara Drewiczówna                                                                      | serial, w reżyserii Michała Kwiecińskiego i Michała Rosy |
| 2017                 | DJ                                                | Maja                                                                                     | |
| 2017                 | O mnie się nie martw                              | Wanda Izdebska                                                                           | odc. 74 |
| 2018                 | Trzecia połowa                                    | Adela                                                                                    | odc. 5, 8 |
| 2019–2020            | Zakochani po uszy                                 | Elwira Witos, matka Sylwii                                                               | |
| 2023                 | Miłość do kwadratu jeszcze raz                    | szefowa                                                                                  | |